# Kuria
Kuria es el nombre de un par de islas en el norte de las islas Gilbert, pertenecientes a la República de Kiribati, en el océano Pacífico. Están localizadas al noroeste de Aranuka (en la cual existe una isla con el mismo nombre de la isla más grande de Kuria).
Las dos islas, Buariki y Oneeke, están separadas por un canal estrecho sobre una plataforma de agua poco profunda. Están rodeadas por un arrecife de coral, cuya parte más ancha se encuentra al este de Kuria.

## Historia

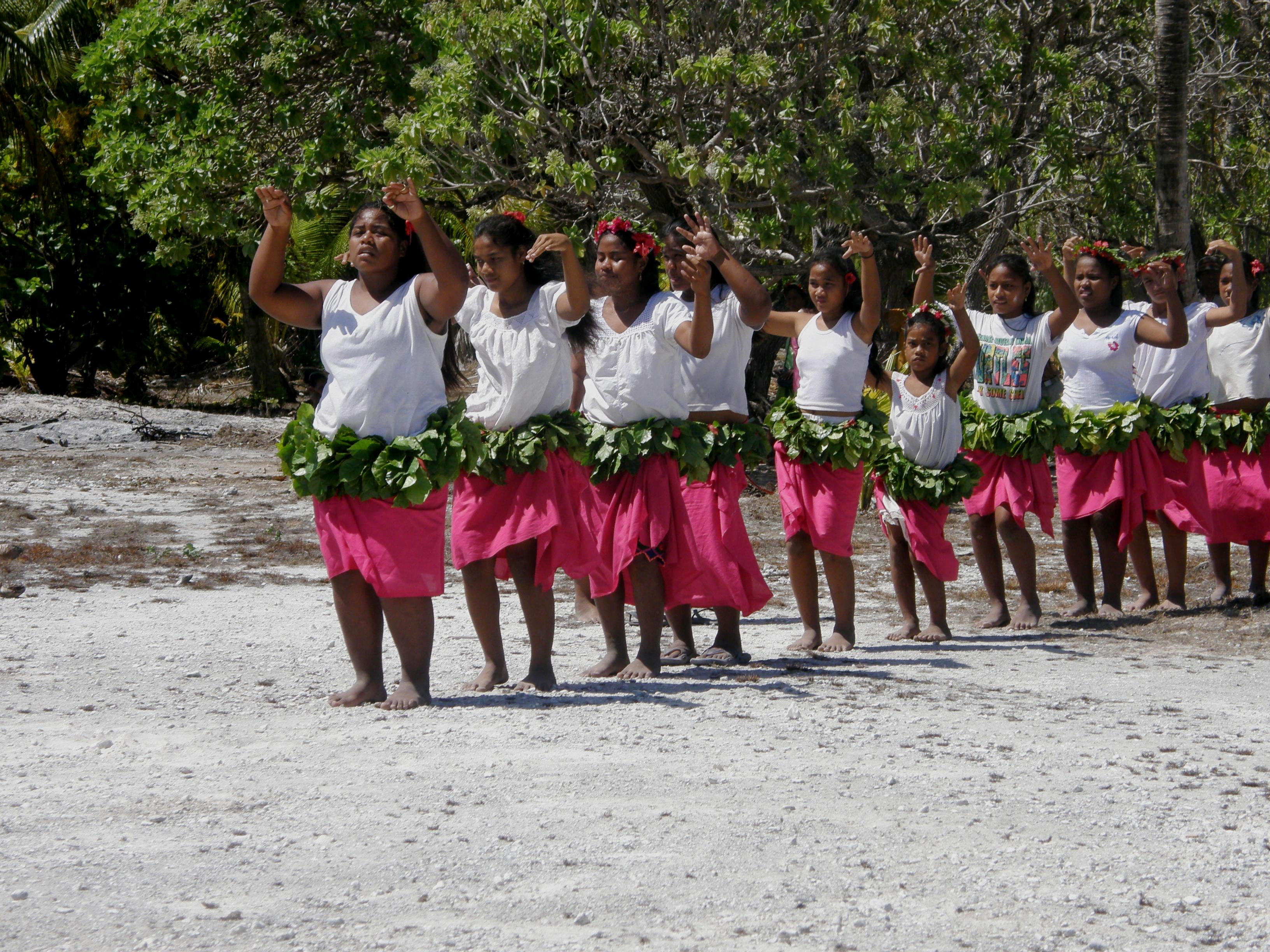
Danzantes dan la bienvenida a visitantes importantes en Kuria

Kuria significa 'casi visto en el horizonte'.
Thomas Gilbert y John Marshall, navegando en los barcos mercantes Charlotte y Scarborough, fueron los primeros europeos en describir una visita a Kuria, en junio de 1788.
Las islas fueron reconocidas en 1841 por la Expedición de Exploración de Estados Unidos.